# Buffalo River State Park WPA/Rustic Style Historic Resources
 (septembre 2020).
Pour les articles homonymes, voir Buffalo.
Les Buffalo River State Park WPA/Rustic Style Historic Resources sont des structures formant un district historique dans le comté de Clay, dans le Minnesota, aux États-Unis. Situé au sein du Buffalo River State Park, ce district emploie le style rustique du National Park Service. Il est inscrit au Registre national des lieux historiques depuis le 25 octobre 1989.